# ITunes Store
iTunes Store (tidligere iTunes Music Store) er en onlinebutik, som åbnede 28. april 2003.  iTunes Store tillader brugeren at købe musik og overføre den til sin iPhone, computer eller iPod. iPod'en er den eneste digitale musikafspiller, der er bygget til at fungere med iTunes Store (bortset fra enkelte Motorola-telefoner) selvom nogle ældre digitale musikafspillere også vil virke med iTunes. Apple er med trusler om bødestraf under juridisk pres, bl.a. af EU-kommissionen, for at udbrede anvendeligheden. 
iTunes Store havde oprindeligt omkring 200.000 filer tilgængelige til download. Butikken åbnede i USA efter at Apple underskrev aftaler med de fem store pladeselskaber, EMI, Universal Music Group, Warner Music Group, Sony Music Entertainment, og BMG (De seneste to blev dog senere fusioneret). Musik udgivet af mere end 600 uafhængige kunstnere blev senere tilføjet – den første blev Moby den 29. juli 2003. I februar 2007 blev der indgået aftaler mellem Apple og Apple (The Beatles' pladeselskab) efter en lang strid om rettigheder til navnet. Herefter vil Beatles-kataloget blive tilgængeligt for iTunes-kunder.
Butikken har lige nu mere end 5.000.000 sange tilgængelige til download, inklusive numre fra mere end 20 kunstnere, bl.a. The Killers, Bob Dylan, U2, Eminem og Sting. Brugeren kan overføre sangene til et ubegrænset antal iPod og brænde CD'er med numrene op til 7 gange.
iTunes Store åbnede 10. maj 2005 i Danmark, Norge, Sverige og Schweiz. Dog er den danske udgave af butikken begrænset i forhold til den amerikanske. I Danmark er det kun muligt at købe musik, lydbøger, film og iPod spil samt gratis adgang til et stort bibliotek af Podcasts.
iTunes Store findes i flere end 21 lande.

## Udbud
iTunes Store har i dag flere forskellige slags medier på hylderne:
- Sange, der normalt koster 8 kr.
- Albums, der normalt koster 80 kr. – afvigelser forekommer dog hyppigt.
- iPod-spil, der normalt koster 40 kr. – spillene kan kun spilles på den 5. generation af iPod (nogle kan dog også spilles på 3. generation af Ipod Nano)
- Lydbøger (De fleste, hvis ikke alle, dog på engelsk)
- Spillefilm
- Kortfilm (Kan ikke købes i det danske iTunes Store)
- Musikvideoer
- TV-udsendelser (Kan ikke købes i det danske iTunes Store)
- Podcasts – de populære podcasts kan hentes fra podcast-biblioteket på iTunes Store, som oftest gratis
- Video-podcasts – de nyere video-podcasts kan hentes fra podcast-biblioteket på iTunes Store, som oftest gratis

| Land/Produkt | Musik | Spil | Lydbøger | Spillefilm | Kortfilm | Musikvideoer | TV-udsendelser | Podcasts |
| ------------ | ----- | ---- | -------- | ---------- | -------- | ------------ | -------------- | -------- |
| USA          | Ja    | Ja   | Ja       | Ja         | Ja       | Ja           | Ja             | Ja       |
| England      | Ja    | Ja   | Ja       | Ja         | Ja       | Ja           | Ja             | Ja       |
| Australien   | Ja    | Ja   | Ja       | Ja         | Ja       | Ja           | Ja             | Ja       |
| Japan        | Ja    | Ja   | Ja       | Ja         | Ja       | Ja           | Nej            | Ja       |
| Canada       | Ja    | Ja   | Ja       | Ja         | Ja       | Ja           | Ja             | Ja       |
| Luxembourg   | Ja    | Ja   | Ja       | Nej        | Ja       | Ja           | Nej            | Ja       |
| Tyskland     | Ja    | Ja   | Ja       | Ja         | Ja       | Ja           | Ja             | Ja       |
| New Zealand  | Ja    | Ja   | Ja       | Ja         | Ja       | Ja           | Nej            | Ja       |
| Frankrig     | Ja    | Ja   | Ja       | Nej        | Ja       | Ja           | Ja             | Ja       |
| Irland       | Ja    | Ja   | Ja       | Nej        | Ja       | Ja           | Nej            | Ja       |
| Belgien      | Ja    | Ja   | Ja       | Nej        | Ja       | Nej          | Nej            | Ja       |
| Spanien      | Ja    | Ja   | Ja       | Nej        | Ja       | Nej          | Nej            | Ja       |
| Italien      | Ja    | Ja   | Ja       | Nej        | Ja       | Ja           | Nej            | Ja       |
| Schweiz      | Ja    | Ja   | Ja       | Nej        | Ja       | Ja           | Nej            | Ja       |
| Sverige      | Ja    | Ja   | Ja       | Nej        | Nej      | Nej          | Nej            | Ja       |
| Grækenland   | Ja    | Ja   | Ja       | Nej        | Nej      | Nej          | Nej            | Ja       |
| Norge        | Ja    | Ja   | Ja       | Nej        | Nej      | Nej          | Nej            | Ja       |
| Holland      | Ja    | Ja   | Ja       | Nej        | Nej      | Nej          | Nej            | Ja       |
| Østrig       | Ja    | Ja   | Ja       | Nej        | Nej      | Nej          | Nej            | Ja       |
| Portugal     | Ja    | Ja   | Ja       | Nej        | Nej      | Nej          | Nej            | Ja       |
| Finland      | Ja    | Ja   | Ja       | Nej        | Nej      | Nej          | Nej            | Ja       |
| Danmark      | Ja    | Ja   | Ja       | Ja         | Nej      | Ja           | Nej            | Ja       |

## Milepæle
- Butikken åbnede den 18. april 2003.
- Butikken solgte omkring 275.000 sange de første 18 timer i luften, og mere end 1 million sange de første 5 dage. Da den blev udgivet til Windows blev iTunes downloadet mere end 1 million gange de første 3 dage og mere end 1 million sange blev solgt i denne periode
- Den 15. december 2003 bekendtgjorde Apple, at de havde solgt mere end 25 millioner sange siden starten i April.
- I januar 2004 bekendtgjorde Steve Jobs at en anonym person havde købt for $29.500 musik.
- Den 15. marts 2004 bekendtgjorde Apple at der var blevet hentet mere end 50 millioner sange fra iTunes Store.
- Den 28. april 2004 fejrede iTunes Store det første jubilæum ved 70 millioner hentede sange, klar dominans i det lovlige online musiksalg og en lille profit.
- Den 10. august 2004 bekendtgjorde Apple i en pressemeddelelse at de havde mere end 1 million sange i butikkens udvalg.
- Den 1. september 2004 havde iTunes Store solgt mere end 125 millioner sange.
- Den 14. oktober 2004 havde iTunes Store solgt mere end 150 millioner sange.
- Den 16. december 2004 havde iTunes Store solgt mere end 200 millioner sange.
- Den 24. januar 2005 havde iTunes Store solgt mere end 250 millioner sange.
- Den 1. marts 2005 havde iTunes Store solgt mere end 300 millioner sange.
- Den 10. maj 2005 havde iTunes Store solgt mere end 400 millioner sange.
- Den 18. juli 2004 havde iTunes Store solgt mere end 500 millioner sange.
- Den 31. oktober 2005 havde iTunes Store solgt mere end 1 million videoer.
- Den 6. december 2005 havde iTunes Store solgt mere end 3 millioner videoer.
- Den 10. januar 2006 havde iTunes Store solgt mere end 8 millioner videoer og 850 millioner sange.
- Den 23. februar 2006 havde iTunes Store solgt mere end 1 milliard sange og 15 millioner videoer.
- Den 12. september 2006 havde iTunes Store solgt mere end 1,5 milliarder sange og 45 millioner videoer.
- Den 10. januar 2007 havde iTunes Store solgt mere end 2 milliarder sange, 50 millioner TV-episoder og 1,3 millioner spillefilm.